# Jonušas-Radvila-Fakultät Kėdainiai des Kollegs Kaunas

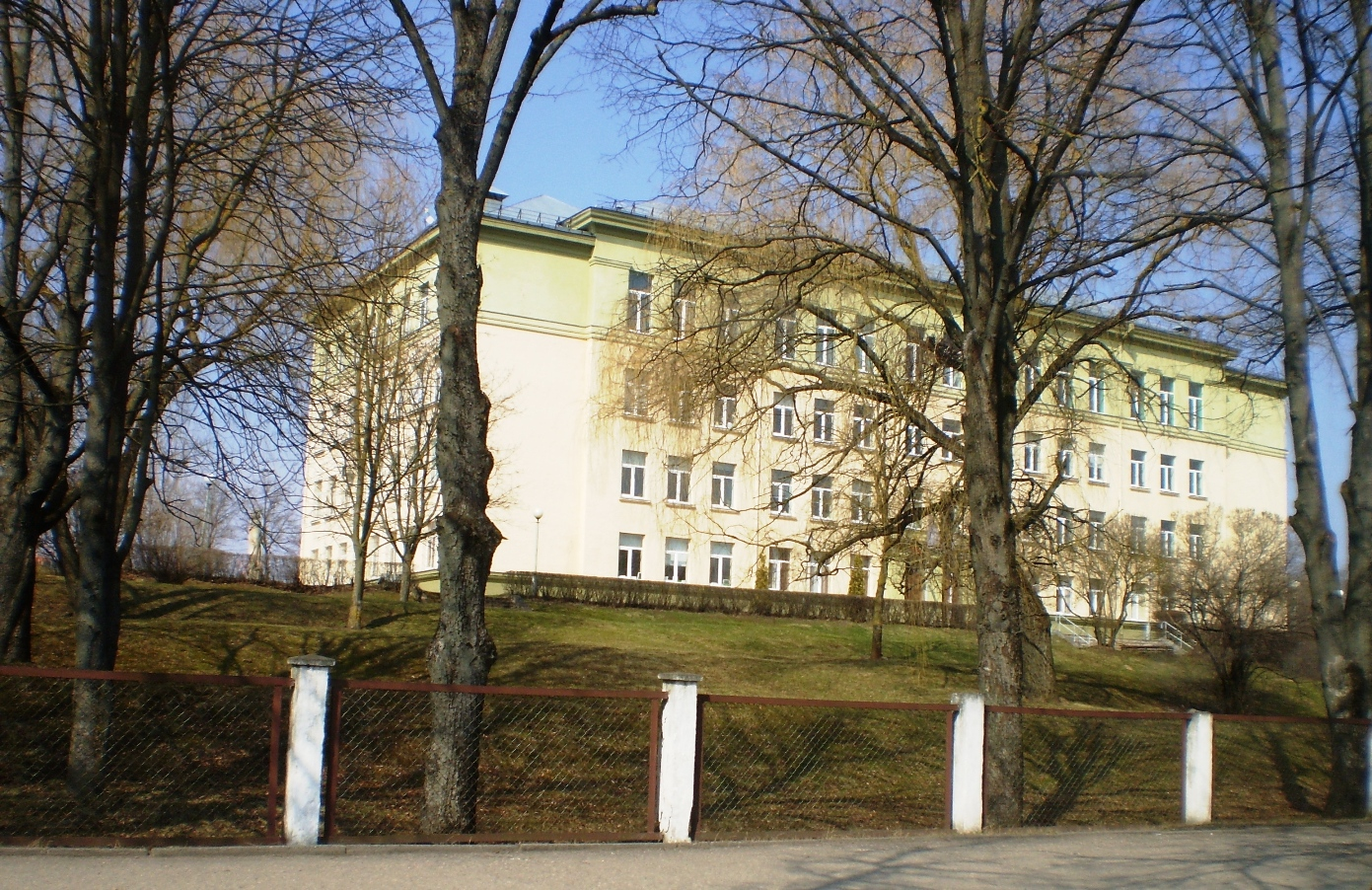
Jonušas-Radvila-Fakultät

Jonušas-Radvila-Fakultät Kėdainiai des Kollegiums Kaunas ist eine Fakultät am Kollegium Kaunas, ehemalige höhere Schule und Kollegium in Kėdainiai. Sie trägt den Namen von Jonušas Radvila (1612–1655), einem litauischen Adeligen, Magnaten, Feldherrn und Reichsfürst im Heiligen Römischen Reich. An der Fakultät lehrt man im außeruniversitären Studium Fremdsprachenlehrer, Übersetzer, Sozialpädagogen.
Die Fakultät ist in der Basanavičius-Str., in der Nähe des Park Kėdainiai, an der Dotnuvėlė.

## Lehrstühle
- Lehrstuhl für Edukologie
- Lehrstuhl für Philologie

## Geschichte
Am 1. Juli 1993 wurde Kėdainių Jonušo Radvilos kolegija  gegründet.  2000 bekam sie den Status der höheren Schule. 2003 wurde sie zum Studienzentrum reorganisiert. Seit 2007 ist das Zentrum als Fakultät eine strukturelle Einheit des Kollegium Kaunas.

## Leitung
- Dekanin: Jolanta Bareikienė
- Prodekanin: Doz. Dr. Rima Jasnauskaitė[1]